# Ram Das
Ram Das (pendżabski: ਗੁਰੂ ਰਾਮ ਦਾਸ; ur. 24 września 1534 w Lahaur, zm. 1 września 1581 w Amritsarze) – czwarty z jedenastu Guru z sikhizmu. Na guru został wybrany 30 sierpnia 1574, idąc w ślady Guru Amara Dasa.
Urodził się w Lahaur w rodzinie Khatri. Jego rodzicami byli Hari Das, który ożenił się z Anup Devi z rodu Jetha. Żoną Ram Dasa była Bibi Bhani, młodsza córka Guru Amar Das, trzeciego guru Sikhów. Mieli trzech synów: Prithi Chand, Mahadev i Arjan Dev.
Jednym z jego głównych wkładów do sikhizm było organizowanie struktur społeczeństwa sikh (kasty). Ponadto był autorem Laava, hymnu z małżeństwa, namaszczenia, projektantem z Harmandir Sahib, a plannerem i twórcą miasteczka Ramdaspur (później Amritsar).
Guru Ram Das został nominowany do tytułu Guru Arjan Dev, a jego najmłodszy syn, był następcą swojego ojca.
| Imię                  | Data urodzenia   | Wybór na Guru       | Śmierć              |
| --------------------- | ---------------- | ------------------- | ------------------- |
| Guru Nanak            | 15 kwietnia 1469 | 20 sierpnia 1507    | 22 września 1539    |
| Guru Lehna Agad       | 31 marca 1504    | 7 września 1539     | 29 marca 1552       |
| Guru Amar Das         | 5 maja 1479      | 26 marca 1522       | 1 września 1574     |
| Guru Ram Das          | 24 września 1534 | 1 września 1574     | 1 września 1581     |
| Guru Ardżan           | 15 kwietnia 1563 | 1 września 1581     | 30 maja 1606        |
| Guru Hargobind        | 19 czerwca 1595  | 25 maja 1606        | 28 lutego 1644      |
| Guru Har Rai          | 16 stycznia 1630 | 3 marca 1644        | 6 października 1661 |
| Guru Har Krishan      | 7 lipca 1656     | 6 października 1661 | 30 marca 1664       |
| Guru Tegh Bahadur     | 1 kwietnia 1621  | 20 marca 1665       | 11 listopada 1675   |
| Guru Gobind Singh     | 22 grudnia 1666  | 11 listopada 1675   | 7 października 1708 |
| Sri Guru Granth Sahib |                  | 7 października 1708 |                     |